# Martin Mrva
Martin Mrva (* 12. prosince 1971, Prešov) je slovenský šachový velmistr. Nejvyšší ELO měl v roce 2005 – 2 512 bodů.
Vyhrál Mistrovství Slovenska v roce 1989 a 2009, je druhým vicemistrem světa studentů z roku 1992 v Oděse, na pásovém turnaji Budapešť 2000 dobyl 5. místo, je vítězem turnajů Budapešť 1993, Piešťany 2004. Titul velmistra získal v roce 2005. Čtyřikrát reprezentoval SR na šachových olympiádách. Je autorem CD Učím se hrát šachy a vydavatelem internetového portálu c7c5.com a Šachy Revue.
Manželka Alena Mrvová, rozená Bekiarisová je rovněž šachistka.